# 季刊『道』
季刊『道』（きかんどう）は、どう出版社発行のインタビュー記事を主体とした雑誌である。季刊であり、1月・4月・7月・10月の発行。2005年1月に創刊された。
前身は季刊『合気ニュース』であり、合気道を中心とした武道雑誌であったが、2005年1月より季刊『道』に名前を変え、武道の世界だけでなく、人間という存在がテーマにおかれている。

## 連載作品
- 気づく、気づかせる－宇城憲治
- うつくし、日本－木暮浩明
- 今日一日を生きる－岩井喜代仁
- 実践こそが全て－野口健
- 文化を生き抜く力に－黒木国昭

## 刊行巻
- 季刊道167号（2011年1月発売）